# نيكولا هارتمان
نيكولا هارتمان (بالفرنسية: Nicolas Hartmann)‏ هو دراج فرنسي، ولد في 3 مارس 1985 في ألتكيرش في فرنسا.

## وصلات خارجية
- نيكولا هارتمان على موقع الاتحاد الدولي للدراجات (الإنجليزية)
- نيكولا هارتمان على موقع أرشيف الدراجات (الإنجليزية)
- نيكولا هارتمان على موقع إحصائيات الدراجات الإحترافية (الإنجليزية)
- نيكولا هارتمان على موقع نسبة الدراجات (الإنجليزية)